# موسی ابوجزر
موسی ابوجزر (عربی: موسى أبو جزر؛ زادهٔ ۲۵ اوت ۱۹۸۷) بازیکن فوتبال اهل فلسطین است.
از باشگاه‌هایی که در آن بازی کرده است می‌توان به باشگاه ورزشی شباب الخلیل اشاره کرد.
وی همچنین در تیم ملی فوتبال فلسطین بازی کرده است.